# Aéroport de Cumana ~ Antonio José de Sucre
Pour les articles homonymes, voir Sucre (homonymie) et CUM.
L'aéroport de Cumana ~ Antonio José de Sucre (code IATA : CUM • code OACI : SVCU) est situé à Cumana dans l'État de Sucre, au Venezuela.

Son nom lui a été donné en hommage au leader indépendantiste né dans cette ville, et qui a par ailleurs donné son nom à l'État.

## Situation
| Barcelona Barquisimeto Caracas Ciudad · Bolívar Ciudad Guayana Mérida Coro Cumaná El Vigía Maracaibo Porlamar Puerto · Ayacucho Punto Fijo San Fernando de Apure San Tomé Valencia Los Roques La Fría Maturín Canaima |

## Infrastructure
Piste de 3100 m × 45 m . 

Terminal International, Terminal National, 

banques, office de change, location de voitures. 

Aides a la Navigation aérienne: VOR, DME, Radars  Tour de contrôle dotée d'équipements de télécommunications, service météo et service de combustible JET-AI.
Actuellement l'aéroport est en cours de reconstruction du terminal et d'agrandissement de la piste principale.

## Histoire
Inauguré au début des années 90 en remplacement de l'ancien aéroport qui ne répondait plus aux normes de sécurité.

## Vols intérieurs
| Compagnies | Destinations      |
| ---------- | ----------------- |
| Conviasa   | Caracas-Maiquetía |

Édité le 20/10/2017  Actualisé le 6/12/2023

## Vols internationaux
Aucun vol actuellement malgré son statut d'aéroport d'entrée.

## Sources et Liens externes
statistiques 2007 par l'article en espagnol, article en anglais
- allmetsat.com Aeropuerto Internacional Antonio José de Sucre
- volarenvenezuela.com
- World Aero Data